# Jesiotr jeziorny
Jesiotr jeziorny (Acipenser fulvescens, Huso fulvescens) – gatunek ryby z rodziny jesiotrowatych (Acipenseridae).

## Wygląd
Szarozielona ryba o smukłym ciele i charakterystycznych wyrostkach kostnych na bokach. Na pysku ma dwie pary wąsów, służących do odbierania bodźców dotykowych. Dorasta do 2 m długości, waży około 90 kg.

## Występowanie
Główne skupiska tych ryb zamieszkują dorzecze Missisipi, słodkie wody wokół Zatoki Hudsona i Wielkie Jeziora Północnoamerykańskie.

## Pożywienie
Jesiotr jeziorny żywi się drobnymi zwierzętami wodnymi, takimi jak ślimaki, narybek, małże, a także rybia ikra.

## Tryb życia
Jesiotr żyje przy dnie jezior i dużych rzek (zazwyczaj na głębokości 5-9 m). Samiec dożywa wieku 55 lat, samica może żyć nawet 150 lat.

## Powiązanie z człowiekiem
Ryba poławiana ze względu na smaczne mięso, niegdyś na wielką skalę, obecnie jej połowy są ograniczone ze względu na gwałtowny spadek liczby populacji w XX w. W ostatnich latach liczba osobników znów zaczęła wzrastać.